# Барчиха
Барчи́ха (рос. Барчиха) — селище у складі Шипуновського району Алтайського краю, Росія. Входить до складу Нечунаєвської сільської ради.

## Населення
Населення — 216 осіб (2010; 237 у 2002).
Національний склад (станом на 2002 рік):
- росіяни — 90 %